# Ruhol·lah Khomeini
El seyyed Ruhol·lah Khomeini (persa: روح‌الله خمینی), àmpliament conegut com l'aiatol·là Khomeini (17 de maig del 1900 – 3 de juny del 1989), fou un clergue xiïta iranià i el dirigent espiritual de la revolució islàmica iraniana de 1979 que derrocà la monarquia de Mohammad Reza Pahlavi, el darrer Xa de Pèrsia. Khomeini, considerat un dirigent espiritual per molts musulmans xiïtes, va governar l'Iran des del triomf de la revolució el 1979 fins a la seva mort el 1989. A l'Iran, oficialment hom denomina Khomeini imam més que no pas aiatol·là, cosa que també fan els seus seguidors. El 1979 la revista Time Magazine va nomenar-lo Home de l'Any.

## Naixement
El futur dirigent de la revolució islàmica iraniana va néixer a un poble anomenat Khomein; el seu nom de naixement era Ruhollah Mousavi (persa: روح‌الله موسوی) l'any 1900.
Com a descendent del profeta Mahoma, tenia dret a usar el títol de sàyyid o seyyed davant del seu nom. Els seus avantpassats eren perses que s'havien establert a Lucknow (Índia) segles abans per proporcionar educació religiosa a la gran comunitat xiïta que hi havia establerta. El seu avi va establir-se a l'Iran a mitjans del segle xix durant una peregrinació a Najaf; per això se li va donar el sobrenom de "Hendi", que vol dir l'indi. Aquest fet fou usat contra seva pels seus detractors.

## Exili
Khomeini fou nomenat aiatol·là a la dècada del 1950. El 1964 va ser obligat a exiliar-se de l'Iran a causa de les seves constants crítiques al govern del Xa Mohammad Reza Pahlavi. En un principi, fou enviat a Turquia, però després se li va permetre d'establir-se a l'Iraq, on va estar-s'hi fins que fou obligat a marxar-ne el 1978; aleshores, va anar a Neauphle-le-Château (França). Després de l'assassinat d'Ali Shariati, un destacat filòsof revolucionari, Khomeini va esdevenir un dels dirigents més destacats de l'oposició, fins a arribar a ser considerat el guia espiritual de tots els opositors al règim iranià.

## Ideologia
Durant el seu exili, Khomeini escrigué un llibre titulat Guia per a juristes islàmics, on va exposar els principis de la seva doctrina:
- En una societat musulmana, tota la legislació ha de basar-se en la xaria, la llei islàmica, i totes les lleis i actuacions han de posar-se sota la vigilància de clergues coneixedors de la Llei Islàmica.
- No ha d'haver-hi monarquia sinó república islàmica

Khomeini considerava que el dirigent d'una república islàmica havia de ser un alfaquí (jurista islàmic), elegit per un grup de clergues. Aquest alfaquí havia de gaudir d'una autoritat absoluta i només podia ser destituït pel grup de clergues que l'havia nomenat. Malgrat que el poble no pot pas votar per elegir l'alfaquí, segons la constitució de la República Islàmica de l'Iran, una Assemblea d'Experts (Consell de Guardians) formada per clergues és elegida pels ciutadans de l'Iran cada vuit anys, i ells elegeixen l'alfaquí, que hom denomina el "Dirigent suprem". En aplicació de totes aquestes idees, a l'Iran, Khomeini va substituir el règim del Xa per un govern de clergues.

## Revolució islàmica
Arran de l'esclat de la revolució, el Xa va fugir de l'Iran el 16 de gener de 1979; només dues setmanes després, l'1 de febrer, Khomeini va tornar a l'Iran convidat pels dirigents de la revolució que havia enderrocat el règim. Segons fonts occidentals, uns sis milions de revolucionaris van donar la benvinguda a Khomeini, qui, l'11 de febrer va proclamar un govern provisional amb Mehdi Bazargan com a primer ministre. Els dies 30 i 31 de març de 1979 el govern provisional va convocar tots els iranians majors de setze anys a votar en un referèndum per decidir si acceptaven o no el nou règim de república islàmica; segons els resultats oficials, un 98% va votar-hi a favor; a continuació, es van convocar eleccions per aprovar el nou projecte de constitució. A més de l'existència del Dirigent suprem, la nova constitució iraniana estableix l'existència d'un president elegit cada quatre anys pels ciutadans, però només entre aquells candidats aprovats pel Consell de Guardians.
Khomeini fou proclamat Dirigent suprem a títol vitalici com a "Dirigent de la Revolució"; el 4 de febrer de 1980 Abolhassan Banisadr fou elegit primer president de l'Iran.

## La Crisi dels ostatges
El 4 de novembre de 1979, un grup d'estudiants seguidors de Khomeini assaltà l'ambaixada dels Estats Units a Teheran i va prendre com a ostatges seixanta-tres ciutadans americans; tres ostatges més foren presos al Ministeri d'Afers Estrangers Iranià. Tretze dels seixanta-sis ostatges foren alliberats al cap de dues setmanes i un altre més el juliol de 1980. La resta, cinquanta homes i dues dones, foren retinguts durant quatre-cents quaranta-quatre dies. Aquest fou l'origen de la Crisi dels Ostatges a l'Iran.
Els segrestadors dels ostatges van justificar aquesta violació del dret internacional com a reacció a la negativa dels Estats Units de lliurar el Xa deposat a l'Iran per ser-hi sotmès a judici. Els seguidors de Khomeini afirmaven que l'ambaixada americana era un cau d'espies i en van ser recollits cinquanta volums de documents oficials i secrets. El 23 de febrer de 1980, Khomeini afirmà que el Majlis (el parlament iranià) decidiria sobre la sort dels ostatges americans i va insistir a demanar als Estats Units que lliuressin l'ex-Xa a l'Iran.
El president dels Estats Units Jimmy Carter va organitzar l'Operació Eagle Claw per rescatar els ostatges, però l'intent fou avortat arran de la caiguda dels helicòpters arran d'una tempesta inesperada al desert de Tabas. Alguns iranians van considerar-ho un miracle. Alguns comentaristes assenyalen aquest fracàs com la causa principal de la derrota de Carter per Ronald Reagan en les eleccions presidencials americanes de novembre de 1980.

## Guerra Iran-Iraq
Poc després d'haver pres el poder, Khomeini va començar a incitar revolucions islàmiques per tot l'Orient Mitjà. Aleshores, el règim laic de l'Iraq, dirigit per Saddam Hussein, qui ambicionava apoderar-se dels jaciments de petroli del país veí, especialment els situats a la província del Khuzestan; creient que l'Iran es trobava afeblit i en un estat de turbulència, Saddam Hussein envaí l'Iran el 1980, cosa que donà inici a una guerra que es perllongà fins a 1988. La invasió iraquiana de l'Iran, feta amb el suport dels Estats Units per evitar el contagi ideològic de la revolució islàmica als altres països productors de petroli del Golf Pèrsic, va ajudar Khomeini a consolidar el seu règim fent créixer la seva autoritat quan va demanar als iranians de lluitar pel seu país i la seva religió, contra l'Iraq secular.

## Guerra del Líban de 1982
Després de la invasió israeliana del Líban del 1982 i el setge de Beirut, Amal inicià la lluita de guerrilles al sud del país. Ruhol·lah Khomeini va demanar als xiïtes de tot el mon de fer actes d'autosacrifici per assegurar l'exportació de la revolució islàmica, duent a la fundació de Hezbol·là com a rival de l'antic moviment Amal. L'objectiu principal de Hezbol·là va ser acabar amb l'ocupació israeliana del sud del Líban i l'eliminació del govern dominat pels cristians per qualsevol mitjà, incloent el martiri, que considera la forma més elevada de mort, exigint als creients cometre actes de martiri i abnegació.

## L'Iran de Khomeini
Sota el govern de Khomeini, va imposar-se la xara, igual com un estricte codi de vestuari tant per als homes com per a les dones. Igual com en temps del Xa, no hi havia pas ni llibertat d'expressió ni llibertat de premsa, però, ara, amb Khomeini, va instaurar-se a més una policia de la moral que es dedicà a fer la vida impossible a les dones que rebutjaven el vel (hijab).
Khomeini fou objecte d'un gran culte a la personalitat, i l'oposició al govern religiós del clergat o, simplement, a l'islam era castigada molt durament. Durant els moments immediatament posteriors a la Revolució, es feren moltes acusacions de violacions dels drets humans, entre els quals hi havia execucions massives i tortures.
En línies generals, el govern de Khomeini fou molt repressiu, especialment contra les minories religioses com ara els musulmans sunnites, els bahà'ís, els cristians i els jueus; a conseqüència d'aquesta repressió, adreçada principalment contra els bahà'ís i els sunnites, no queda a l'Iran cap mesquita sunnita ni cap temple bahà'í. La majoria dels llocs sagrats dels bahà'ís a l'Iran, com el lloc de naixement del Bàb i Bahà'u'llàh, les seves cases, així com cementiris bahà'ís, han estat destruïts.

## L'afer Rushdie
A principis de 1989, Khomeini va decretar una fàtua ordenant l'assassinat de l'escriptor Salman Rushdie, acusant-lo de blasfèmia contra el profeta Mahoma perquè la seva novel·la «Els Versicles Satànics», que tracta de la integració de personatges indis en la cultura occidental, afirma implícitament que l'Alcorà no va ser conservat adequadament i per això ha estat corromput.
La promulgació de la fàtua va dur a molts occidentals, particularment d'esquerres, que havien estat a favor de la revolució contra el Xa, a reconsiderar el seu suport a Khomeini.

## Mort i enterrament
Després d'haver-se estat onze dies en un hospital per una operació, Khomeini va morir el 3 de juny de 1989. Durant els seus funerals, Teheran va caure en el caos, la qual cosa va dur a la suspensió de la cerimònia i a l'organització d'una nova cerimònia.
El primer funeral fou aturat per oficials iranians després que una gran massa assaltés el seguici fúnebre, gairebé destruint el taüt per intentar aconseguir un tros del cos de Khomeini com a relíquia. Aleshores, el cadàver va caure i la multitud intentà aconseguir trossos del sudari. Segons es va dir, va haver-hi més de mil ferits.
El segon funeral va ser dut a terme amb unes més estrictes mesures de seguretat. El taüt de Khomeini fou fet d'acer i fou custodiat per un cos armat de seguretat. Segons es diu, una multitud de més de nou milions de seguidors de Khomeini es reuniren al lloc de l'enterrament, que, suposadament, s'havia mantingut secret.

## Pensament polític i llegat
En els seus molts escrits i discursos, Khomeni va exposar la seva visió d'una societat islàmica teocràtica, guiada per la moral i l'ètica del clergat. Ell creia en una economia de mercat, amb respecte per a la propietat privada on les empreses serien obligades a contribuir econòmicament amb fundacions caritatives islàmiques per ajudar els pobres. Va manifestar-se en contra de permetre als rics accedir al govern i exigí als polítics de seguir el seu exemple i viure d'una manera modesta i frugal, evitant l'elitisme del luxe.
Khomeini era del tot contrari a mantenir relacions amb països tant del Bloc occidental com del Bloc comunista, per la qual cosa l'Iran havia de proposar-se arribar a l'autosuficiència. Segons Khomeini, alguns elements de la cultura occidental eren intrínsecament perversos i duien a la corrupció de la joventut; per això, va proposar la prohibició de la moda, la música, el cinema i la literatura occidentals.
El seu objectiu final era la convergència de tots els països islàmics en una potència unificada, per tal d'evitar l'alineament ja fos amb el bloc occidental o amb el soviètic; Khomeini creia que això podia esdevenir-se en un futur proper.
En un principi, les idees de Khomeini no foren pas acceptades pels clergues xiïtes iranians, molts dels quals no s'oposaven pas a la monarquia. Mentre que aquests clergues seguien escoles de pensament teològic conservador, Khomeini creia que aquestes interpretacions havien de canviar i evolucionar, malgrat que aquests canvis poguessin qüestionar la tradició, com també sostenia que un clergue havia d'actuar segons la inspiració divina.
Khomeini va menar una vida ascètica, molt influïda pel sufisme, i es mostrava contrari a l'acumulació de terres i riqueses pels clergues, malgrat que la reforma agrària havia estat una de les majors causes del descontentament dels mul·làs contra el règim del Xa. Al final, molts clergues desil·lusionats amb el govern del Xa acabaren acceptant el projecte de República Islàmica proposat per Khomeini.
Tot i que Khomeini no fou mai una figura entre els intel·lectuals d'esquerres i els activistes polítics d'abans de la Revolució, moltes de les seves idees polítiques i religioses foren considerades reformistes i progressistes per aquests sectors. Tanmateix, les esquerres no acceptaven pas els punts de vista de Khomeini que contradeien els seus punts de vista, en particular sobre secularisme, drets de les dones i llibertat de religió ni menys encara la seva idea de constituir uns Guardians de la Religió.
Moltes de les reformes socials i democràtiques promeses per Khomeini foren oblidades durant el seu govern; quan se li criticava no haver complert aquestes promeses, Khomeini responia que la Revolució Islàmica no estaria acomplida fins que l'Iran hagués esdevingut una nació veritablement islàmica en tots els aspectes; seria en aquell moment en què la llibertat i la democràcia sorgirien com a conseqüència natural d'aquests canvis.
La idea de la democràcia que tenia Khomeini sempre es movia dins de l'Islam; segons ell, com que l'Islam és la religió de la majoria, qualsevol cosa que contradigués l'Islam aniria contra la democràcia.
En el seu testament, Khomeini encoratjava tant el poble iranià en general, especialment les classes populars i el clergat a mantenir el seu compromís amb l'acompliment total dels objectius de la revolució islàmica.
Alguns polítics centristes i reformistes, com ara Akbar Hashemi Rafsanjani i Muhammad Khatami, han menat polítiques que els han dut a entrar en conflicte amb l'actual Dirigent Suprem Ali Khamenei, el Sistema Judicial Iranià i els Guardians de la Revolució.
El 15 d'abril de 1985, en una conferència de premsa televisada, Saddam Hussein i el rei Fahd de l'Aràbia Saudita van acusar Khomeini d'haver plagiat capítols de Fataw-e-Alamgiri, l'obra d'Aurangzeb Alamgir, un llegendari dirigent musulmà sunnita del segle xvii, en el seu llibre Tareekh-e-karbala.
L'aiatol·là Khomeini va exposar les línies mestres del seu pensament polític i religiós en un discurs que pronuncià el 1981, el dia que els musulmans celebren el naixement de Mahoma. En aquest discurs, Khomeini va desaprovar els mul·là que només seguien els versicles de l'Alcorà que ordenen pregar i dejunar i que parlen de misericòrdia, deixant de banda els que parlen de matar, ja que, segons Khomeini, l'Alcorà ordena matar i empresonar els infidels i la misericòrdia va contra Déu. Després de recordar que els principals imams havien estat guerrers, va posar com a exemple a seguir pels musulmans l'extermini de la tribu jueva dels Bani Qurayza perpetrat per Mahoma.